# Iban Iriondo
Iban Iriondo Uranga (født 1. maj 1984) er en spansk tidligere professionel cykelrytter, som cyklede for det professionelle cykelhold Euskaltel-Euskadi mellem 2006 og 2007.